# Vilém Flusser
Vilém Flusser (12 de maig de 1920, Praga - 27 de novembre de 1991, Bor) fou un teòric de la comunicació jueu d'origen txec, que va viure molt de temps a São Paulo (on va esdevenir ciutadà brasiler), i posteriorment a França, i l'obra del qual és escrita en diferents llengües.

## Biografia
Flusser va viure amb els seus pares Melitta i Gustav i la seva germana, Ludovika Flusser, al barri de Dejvice, Praga. La seva mare era cantant i el seu pare, que va estudiar matemàtiques i física, a més era representant al Parlament del Partit social democràtic. El seu pare va ser assassinat al camp de concentració de Buchenwald el 1940 i la resta de la família Flusser van caure presoners i van ser portats al camp de concentració d'Auschwitz i posteriorment a Theresienstadt, on van ser assassinats pels nazis el 1942.
El 1938 va començar a estudiar filosofia. Després de l'ocupació de Praga pels nazis el 1939, Flusser va emigrar a Londres, juntament amb la seva futura esposa Edith Barth i el seu pare. Allà va continuar els seus estudis a la London School of Economics. El 1941 va deixar Anglaterra per anar al Brasil. A l'arribar a Rio de Janeiro es va assabentar de la mort del seu pare. Flusser es va casar amb Edith Barth, amb qui va tenir una filla, Dinah, i l'any 1943 un segon fill, Miguel Gustavo.
Es va establir a São Paolo i treballà durant deu anys com a gerent en una empresa familiar, Indústries Radioelectròniques Brasil Stabivolt, fins al 1961. Durant aquest temps no deixà de banda la filosofia i va fer estudis informals sobre ciència i filosofia, que el van enriquir de cara a les seves obres futures. Portava una vida dividida entre la seva obra i el creixent interès filosòfic. Els seus primers escrits van ser publicats pel Suplemento Literario do Estado de São Paulo el 1961. El 1945, després del final de la Segona Guerra Mundial, és quan Flusser s'assabenta de la mort de la seva família.
Anys més tard, el 1962, va ser nomenat membre de l'Institut Brasiler de Filosofia, i el 1963 va fer la seva primera publicació, Língua e realidade (Llengua i realitat), una conferència sobre les teories de la comunicació de la Universitat de São Paulo i una sèrie de conferències recollides a Filosofia da lingua (Filosofia del llenguatge). El 1964 fou nomenat professor de teories de la comunicació de la Facultat de comunicació i Humanitats AA Penteado Foundation (FAAP), São Paulo. Flusser manté aquesta posició fins a 1970, quan va ser nomenat membre del Consell Assessor de la Biennal de São Paulo. Sis anys més tard el 1970 va escriure el manuscrit Auf Der Suche Nach Einem Neuen Menschen (A la recerca d'un nou ésser humà). Només dos anys més tard, el diari Folha de São Paulo crea una columna, Posto Zero (Punt Zero), per a Flusser. Amb la implantació de la dictadura militar al Brasil li va ser cada cop més difícil a Flusser publicar els seus articles.
El 1971 va deixar el Brasil i va viatjar per Europa amb la seva muller Edith. Donà moltes conferències, començant a Merano, Itàlia. El 1973 Flusser va començar a escriure la seva autobiografia filosòfica Zeugenschaft Aus Der Bodenlosigkeit, que posteriorment anomenarà Bodenlos. Flusser va publicar el seu primer llibre a França, a partir d’un manuscrit en anglès. També va publicar els seus primers articles en diaris i revistes francesos i va participar en nombrosos congressos. El 1977 Flusser resumeix la seva concepció de la comunicació i de la filosofia al llibre manuscrit Mutacions de les relacions humanes, publicat com a Kommunikologie, primer en alemany i anglès, i a continuació en francès.
El 1980 va celebrar una conferència anomenada La société postindustrielle (Societat postindustrial), a l'Oficina Regional de la cultura a Marsella. També aquell any, Flusser escriu el manuscrit Nachgeschichte (Posthistòria) en alemany i portuguès. Un any més tard, Flusser es trasllada a Robion, a la Provença. Hi escriu l'assaig Eine Für Philosophie Der Fotografie (Cap a una filosofia de la fotografia). També comença a redactar les seves versions en anglès i francès.
Fins al final de la seva vida va ser força actiu escrivint i donant conferències al voltant de la teoria dels mitjans i treballant amb nous temes (Filosofia de la Fotografia, Imatges Tècniques, etc.). El 1991 és anomenat professor visitant de la Universität Bochum, a la conca del Ruhr a Alemanya. Hi fa seminaris sobre la comunicació humana, les estructures de comunicació i la comunicació com a crítica cultural. Aquell mateix any, el 27 de novembre, Flusser mor als 71 anys en un accident de cotxe a Bor, Txèquia, prop de la frontera amb Alemanya, quan anava a visitar la seva ciutat natal, Praga, per donar-hi una conferència. És enterrat al Nou Cementiri Jueu de Praga, on també hi és sepultat Franz Kafka.
Vilém Flusser era cosí de l'historiador israelià David Flusser.

## Cap a una filosofia de la fotografia
El 1983 publica Für eine Philosophie der Fotografie. Aquest llibre va tenir un gran èxit i es va publicar en 14 llengües. És un assaig en el qual l'autor pren com a objecte de reflexió la fotografia com un acte transcendental i seu resultat com a imatge «informativa». Destaca un model paradigmàtic de la tecnologia en relació amb la producció i difusió d'informació ple de sentit.
La seva investigació es basa en la idea que la humanitat ha viscut dos moments fonamentals des dels seus inicis. El primer, relacionat amb la invenció de l'escriptura lineal; el segon, vinculat a l'aparició d'imatges tècniques. Aquestes són el seu tema filosòfic, les imatges creades per les màquines i mediatitzades per l'home.
Per a aprofundir en aquest paradigma comunicacional, comença per descriure'ns a la imatge, i d'aquesta afirma que «són superfícies significatives, en la majoria dels casos signifiquen alguna cosa exterior, i tenen la finalitat que aquesta cosa es torni imaginable per a nosaltres, a l'abstraure-ho, reduint les seves quatre dimensions d'espai i temps a les dues dimensions d'un pla». D'altra banda, la capacitat intel·ligent del fotògraf al prendre de l'exterior alguna cosa i plasmar-la donant-li sentit, és anomenada imaginació.
El problema de la qüestió rau en el fet d'un home que ja no troba el seu camí en el món, produint imatges d'aquest recorregut, sinó un ésser humà que troba el món en les imatges, creant-se el que ell anomena una al·lucinació.
Tenint en compte els aspectes nomenats, per a l'autor el fotògraf ha de tenir clar que està determinat per les possibilitats tecnològiques de l'aparell (Flusser fa servir la metàfora de la «caixa negra»), i que està efectuant una retallada del món exterior, creant conceptes que repercuteixen en les ments dels receptors. Al seu torn, la imatge ha de contribuir al fet que la crítica comprengui aquests aspectes, perquè no la confongui amb el món real al processar-les i, encara pitjor, que semblin haver-se imprès per elles mateixes sobre una superfície, com un acte natural.
El pensament de Vilém Flusser es fa més dens quan ens incita a pensar com aquests aparells viuen en constant contacte amb la quotidianitat, a cada casa, a cada poble i a cada ciutat. La tecnologia s'encarrega que la màquina sigui cada vegada més automàtica, més petita i més barata, reproduint un cercle viciós en camí cap a la il·lusió que ens fa allunyar-nos del món real. Concloent a la fi en un home que no gaudeix d'un instant sense captar-fotogràficament, ja no es pot veure el món si no és a través de les imatges. En temps anteriors, les paraules explicaven a les imatges, avui el paradigma és exactament el contrari, les imatges expliquen el món. Aquest és el repte del fotògraf: com aconseguir oposar-se al flux d'imatges redundants que allunyin l'home de l'enteniment, aconseguint fotografies realment informatives, és a dir, que introdueixin alguna novetat no prevista originalment en el seu programa científic-tecnològic.
Per tant, la finalitat de l'assaig no és establir dures tesi existencials, sinó contribuir a la discussió i al pensament sobre la nostra realitat, i la relació que aquesta té amb la tecnologia creadora de sentits que travessa les nostres vides plenament.

## Obres principals
- Llengua i realitat. São Paulo, 1963. São Paulo: Annablume, 2007, 3a ed.
- La història del diable (São Paulo, 1965)
- Religiositat: Literatura i el Sentit de la Realitat (São Paulo, 1967)
- Codifie Le Monde (París, 1972)
- Natural: La Ment (São Paulo, 1979)
- Història Post (São Paulo, 1982)
- La filosofia de la caixa de negra: Proves per al futur de la filosofia de la fotografia (São Paulo, 1983)
- Technischen Ins Universum der Bilder (Göttingen, 1985)
- Moren Schrift - Barret Schreiben Zukunft? (Göttingen, 1987)
- Vampir infernalis (Göttingen, 1987) Angenommen - Eine Szenenfolge (Göttingen, 1989)
- Gesten - Versuch Einer Fenomenologia (Düsseldorf / Bensheim, 1991)
- Bodenlos: Una Autobiografia Filosòfica. (São Paulo: Annablume, 2007)